# VIASA
VIASA（英語: JSC Venezuelan International Airways）は、1960年から1997年まで運航していたベネズエラの航空会社。同国のフラッグキャリアでもあり、本拠地はベネズエラのカラカスにあった。1960年11月に設立されたが、財政難により1975年に国有化。1991年に再民営化されたものの主要な株式はイベリア航空に譲渡されており、1997年に事業を停止して清算手続きに入った。

## 歴史

### 初期

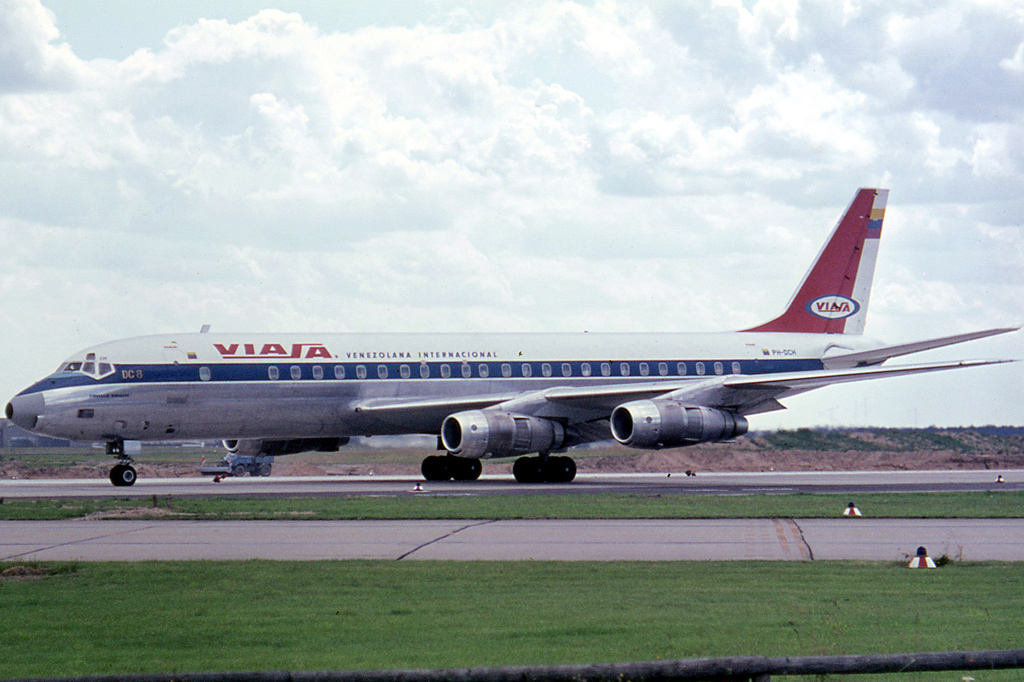
DC-8-53（1965年）

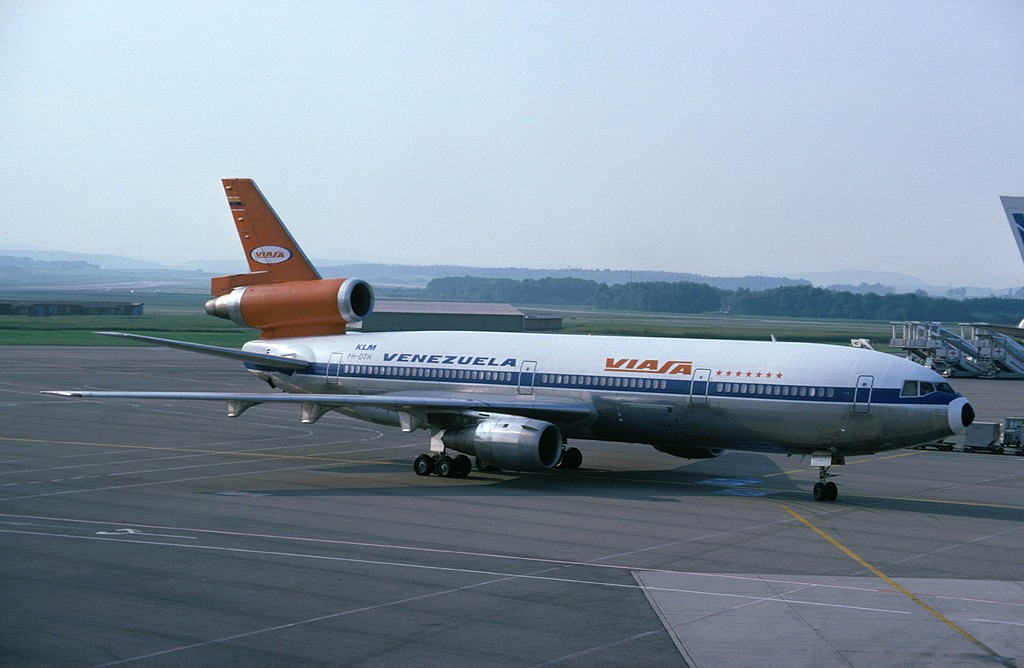
KLMオランダ航空からリースされたDC-10-30（1978年）

VIASAは、ベネズエラのフラッグキャリアとして政府の介入なしに運営できる新会社となることを目標に、1959年にベネズエラ政府によって構想されていた。そして1960年、アエロポスタル・ベネズエラとAVENSAが運航していた国際路線が統合され、それを引き継ぐ形で設立された。その際、政府が資本金の55％を出資し、民間の投資家が残りを出資した。取締役会は全員民間側から構成されており、初代社長はR・ヴァン・デン・ブランデン、初代会長はオスカル・アウグスト・マチャド・ズロアガであった。
1961年初頭、ダグラス DC-8を運航する契約をKLMオランダ航空と結び、同年4月にヨーロッパへの運航を開始した。この年にはAVENSAから2機のダグラス DC-6Bを譲り受け、またコンベア880-22Mの発注も行った。そして同年中に国際航空運送協会（IATA）に加盟し、89番目の会員となった。1963年、VIASAはイベリア航空及びKLMオランダ航空と大西洋中部を経由する運航のための商業契約を開始した。また同年には3機目のコンベア880を発注した。
VIASAが1965年初頭に発注した最初のDC-8-50が納入されるまでは、DC-8を運用した長距離路線はKLMオランダ航空からのウェットリース機で運航されていた。しかし、1966年4月時点で既にVIASAは1機のDC-8-50と3機のコンベア880を保有しており、さらにDC-8-50を1機発注していた。この2機のDC-8-50を補完するため、1967年初頭にDC-8-63を2機発注した。一方、コンベア 880のうち2機はキャセイパシフィック航空に売却した。
また1967年、VIASAはKLMオランダ航空の援助を受けてパナマの航空会社であるPAISAを設立した。同社はAVENSAからVIASAにリースされた2機のダグラス DC-9-10で運航を開始した。1968年には完全子会社の国営貨物航空会社のTranscargaを設立した。

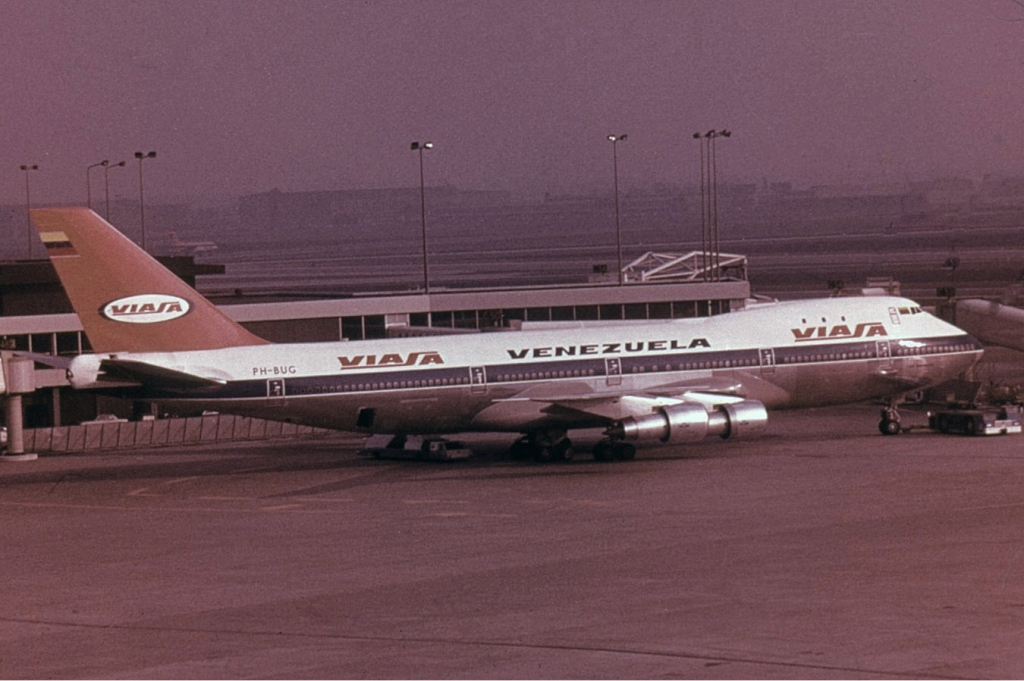
1972年にKLMオランダ航空からVIASAにリースされたボーイング747-200B。機体の左側にKLMオランダ航空、右側にVIASAの塗装が施されていた。

1970年3月時点でベネズエラ政府がVIASAの株式の55％を保有していた。この時点の同社の保有機材は8機で、その内訳はDC-8-63が2機、DC-8-50が2機、DC-8-50Fが1機、コンベア880が1機、DC-9-10が2機であった。
1971年11月、VIASAはKLMオランダ航空及びイベリア航空とのカリブ海-ヨーロッパ路線におけるプール契約を更新した。このためVIASAは翌年にKLMオランダ航空からボーイング747-200Bのリースを受け、1972年4月にカラカス-マドリード-パリ路線の週1の往復運航を開始した。これにより、同社は大西洋を横断するワイドボディ機を運航する最初の南米の航空会社となった。同年にはKLMオランダ航空を通じてマクドネル・ダグラス DC-10を2機発注し、また同社からDC-8-33を2機購入した。さらに同年、VIASAの路線網にワシントンとカナダのオンタリオ州トロントが加わった。
1974年にKLMオランダ航空からDC-8-50のリースを受け、また同年アエロペルーに2機のDC-8を売却したことで、1975年3月時点のVIASAの保有機材の内訳はDC-8-63が2機、DC-8-50が1機、DC-8-30が2機、DC-10-30が1機となった。その後30,000,000米ドルの費用をかけ、1976年にDC-10-30を1機、1977年7月にはさらに3機を発注した。
1983年、VIASAに2機のDC-9スーパー80が納入された。しかし、同じ頃に同社の経営状況が一転した。過去10年間の世界的な原油価格の暴落と、それに続く1983年以降のボリバルの切り下げの両方が同社に影響を及ぼし、1983年には輸送量が前年比41％の減少に見舞われ、さらに1984年には2億1,000万VEBの負債を抱えて純資産がマイナスとなった。同年、VIASAは危機的状況に陥ったため従業員の30％削減を余儀なくされた。また、アメリカにおける騒音規制の影響もあって減便がなされたり、一部のカリブ海の都市への就航を取りやめたりした他、競争が激化した路線もあった。それにも関わらず、1986年には1億2,500万VEBの営業利益を上げた。
1988年初頭時点のVIASAの保有機材は5機のDC-10とルフトハンザドイツ航空からリースされた2機のエアバスA300のみとなっており、これらは主に国内線やリージョナル路線で運用されていた。1989年にはカラカス-ハバナ路線の運航が開始され、またカラカス-リオデジャネイロ路線ではサンパウロに寄港していた。
1990年3月時点での保有機材はエアバスA300B4が2機、DC-8-61Fが1機、DC-10-30が5機で、これらの機材は全てベネズエラ政府が保有していた。当時、VIASAは放射状に航空網を広げていた。

### 国有化

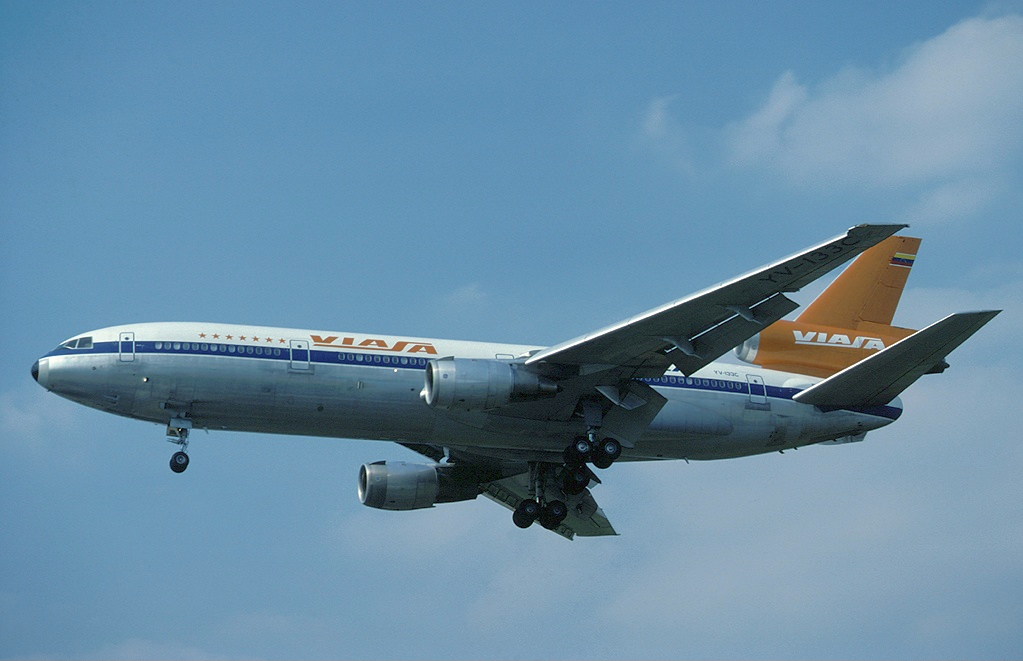
ヒースロー空港で撮影されたDC-10-30（1982年）

VIASAの経営は模範的であり、設立以来毎年黒字を計上していた。しかし、1975年10月から1976年9月までの会計年度で同社は初めて赤字を計上し、燃料費の高騰と労働組合の問題に悩まされることとなった。そこでベネズエラ政府はVIASAを国有化したが、同社の経営は悪化していった。しかし、ベネズエラの経済は高額の石油収入に支えられていたため好調で、政府は同社の多額の損失を補填するために資金を抵抗なく投入したため、当初この経営悪化はあまり目立つことがなかった。
1982年夏、VIASAはカリブ海路線及びバルキシメト、バルセロナ、ポルラマールからマイアミへの新規路線を運航するためにKLMオランダ航空から数機のMD-82のリースを受けた。これらのMD-82は1984年に返却された。
1985年、全てのDC-8と1機のDC-10-30を退役させ、同社の保有機材は5機のDC-10-30のみとなった。翌1986年には航空機のカラーリングをほぼ全面的に刷新し、ボディはより白くなり窓の下には3トーンのブルーのチートラインが採用された。しかし、オレンジの尾翼には1978年にDC-10-30（YV-135C）が登場した際に採用された白い「VIASA」の文字が残されていた。
1987年には元ルフトハンザドイツ航空機であった2機のエアバスA300B4がGPAからリースされ、アメリカ及び南米路線へと充てられた。同年、VIASAは空いていたカラカス-マラカイボ路線とカラカス-ポルラマール路線に就航し、これが同社にとって初めての国内線の運航となった。

### 再民営化

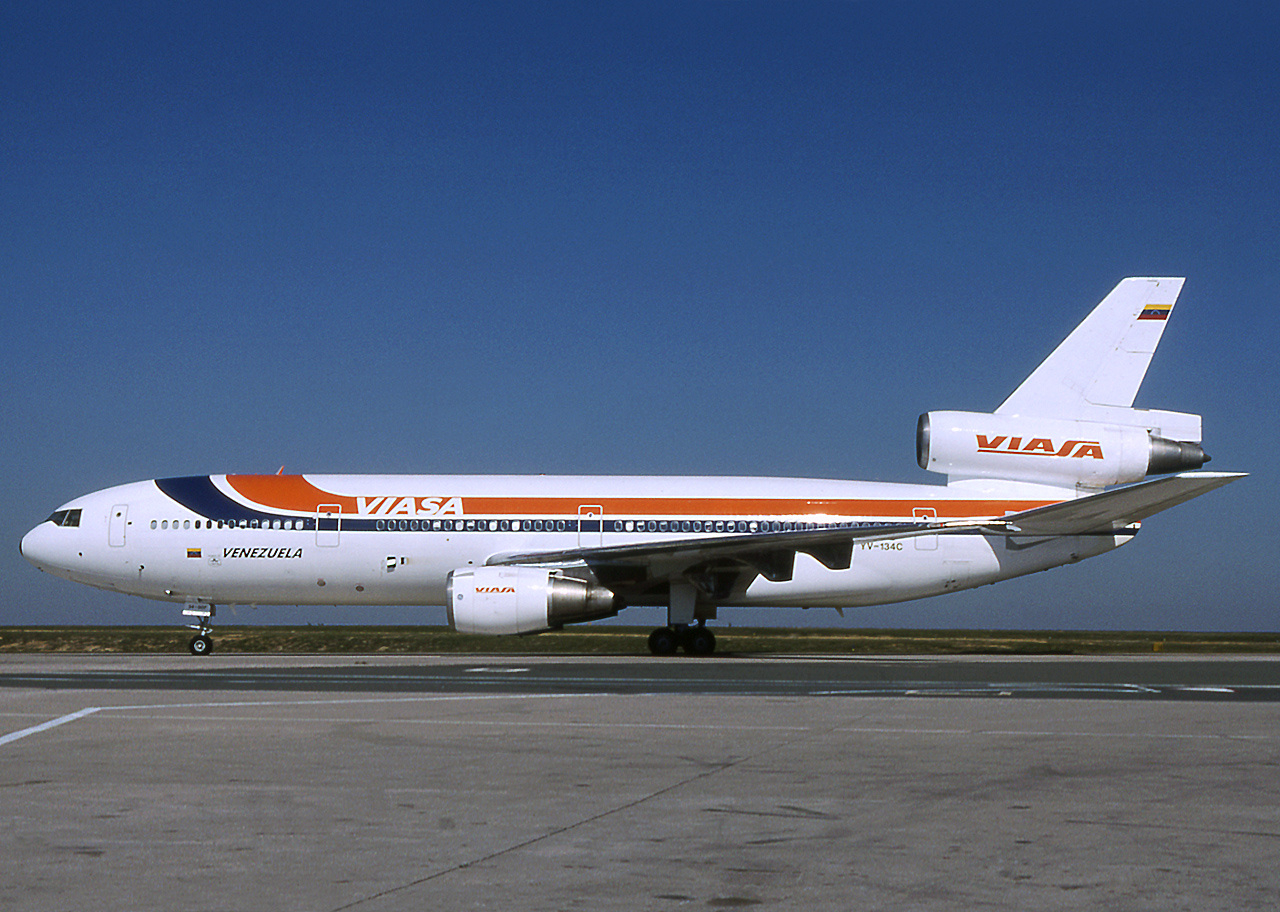
パリ＝シャルル・ド・ゴール空港で撮影されたDC-10-30（1996年）。イベリア航空のカラーリングを纏っている。

赤字が続き、VIASAは1989年の政府の新政策により民営化の対象となった。政府は当初、同社の株式の内20％を政府に残し、60％を民間の投資家に割り当て、残りをVIASAの労働者に譲渡するということを計画していた。1991年6月、イベリア航空とKLMオランダ航空はVIASAの民営化のための株式の入札者として承認され、イベリア航空はベネズエラのBBVA Provincialと、KLMオランダ航空はノースウエスト航空や他の地元4社とそれぞれ提携した。その後、KLMオランダ航空はVIASAの株式の60％に対して8,100万米ドルは高すぎるとして手を引いたが、イベリア航空はそれに対し1億4,550万米ドルを提示し株式の唯一の入札者として残った。
イベリア航空はVIASAから搾取していった。VIASAの古い経営方式を変えるのは困難であったが、政府所有のリース会社を別の政府所有のリース会社へと売却するのは賢明ではなかったといえる。VIASAの全ての航空機はイベリア航空の下に置かれ、リースを受けていたエアバス機はGPAに返却された。VIASAでは元イベリア航空機のボーイング727が使用されることとなり、全ての必要な物資はマドリードを通じて購入することとなった。
やがて会社の流動性が欠けていき、ついにVIASAは1997年1月23日に運航を停止することになった。イベリア航空や当時VIASAの株式の40％を保有していた国営持株会社がVIASAのパイロットや客室乗務員に再建計画を提示したが、両コンソーシアムがさらなる資金の投入を拒否したため、結局再建計画は拒否された。その結果、当時45％の株式を保有していたイベリア航空を筆頭に株主らはVIASAの清算を決定した。同社が運航していた路線はアエロポスタルやAVENSA、アセルカ航空へと分割された。

## 就航都市

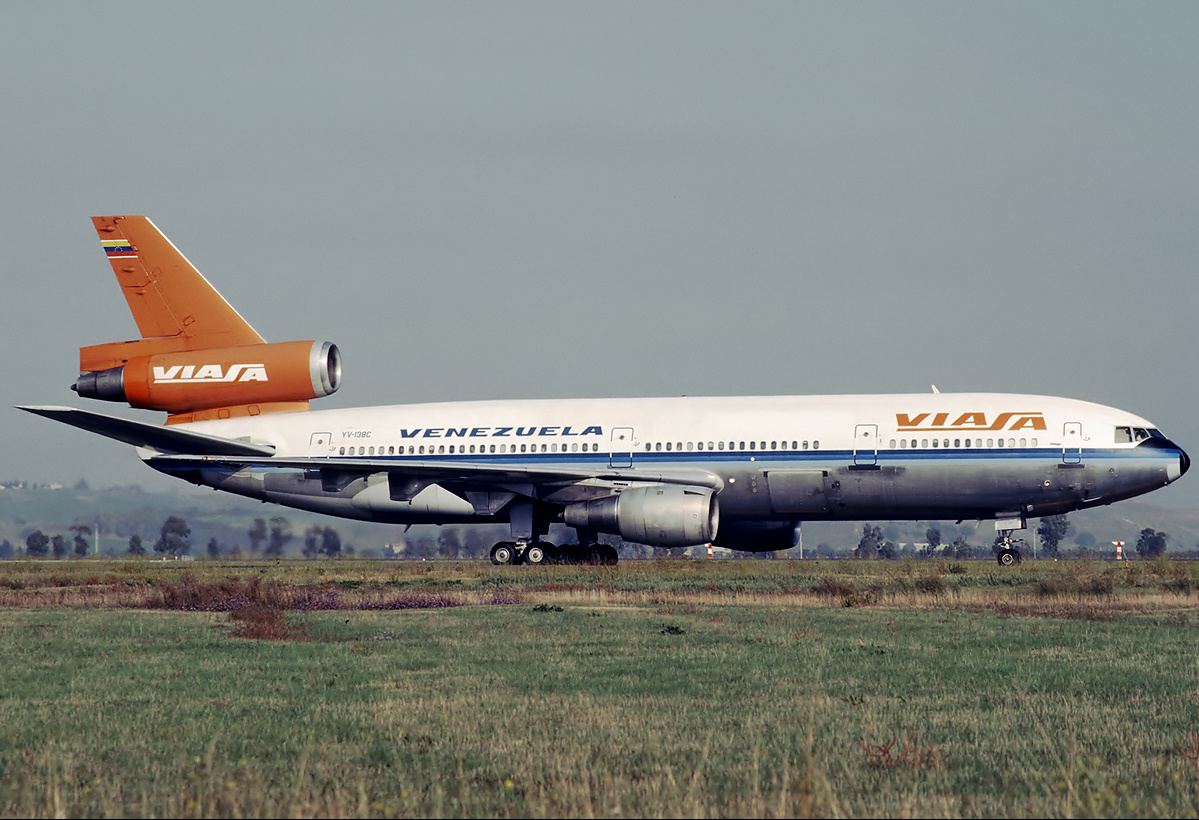
フィウミチーノ空港で撮影されたDC-10-30（1987年）

VIASAの定期便が就航していた都市は以下の通り。

## 運用機材

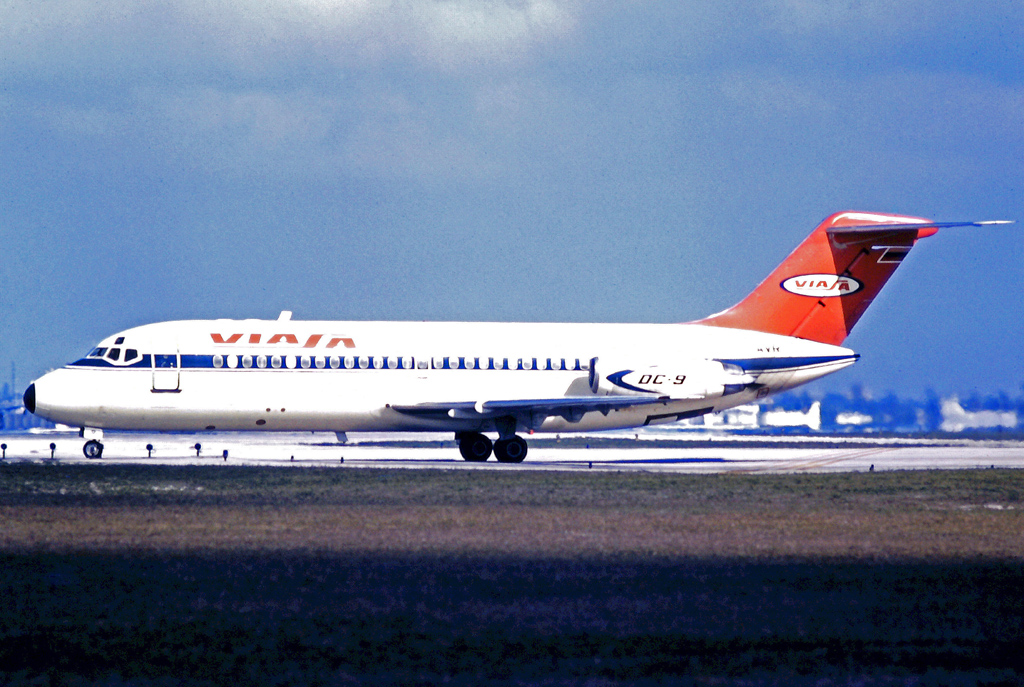
マイアミ国際空港で撮影されたDC-9-14（1971年）

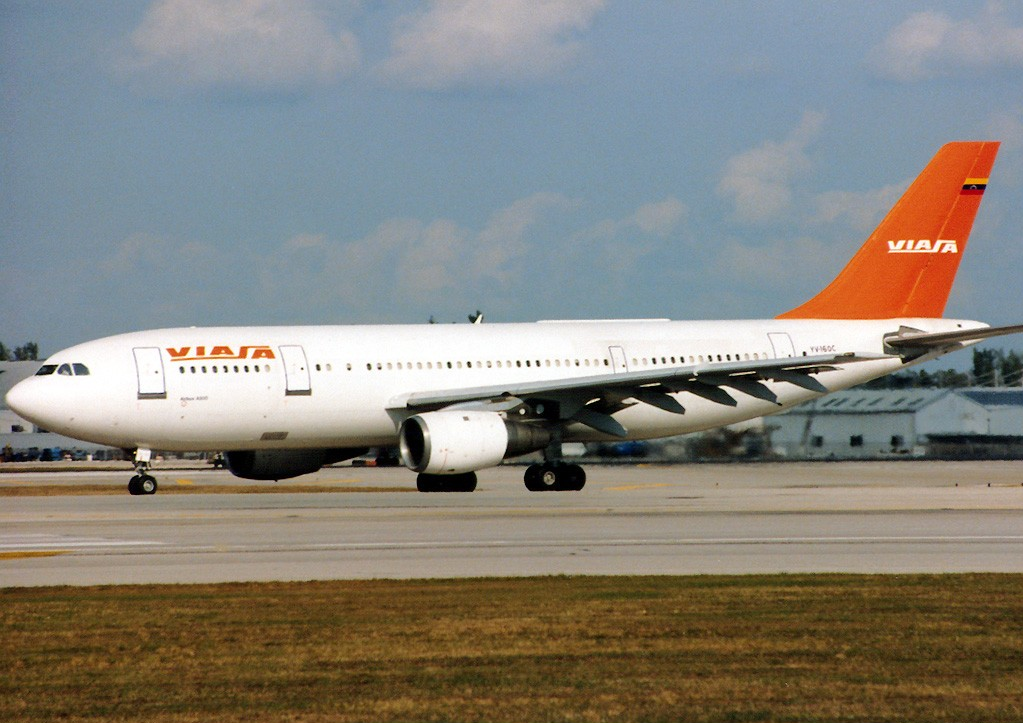
マイアミ国際空港で撮影されたエアバスA300B4-200（1993年）

かつてVIASAが運用していた機材は以下の通り。
- エアバスA300B4
- エアバスA300C4
- ボーイング747-100[51]
- ボーイング747-200B
- ボーイング747-200C
- ボーイング747-200F
- ボーイング727-200[41]
- コンベア880
- カーチスC-46
- ダグラス DC-7C
- ダグラス DC-7F
- ダグラス DC-8-30
- ダグラス DC-8-40
- ダグラス DC-8-50
- ダグラス DC-8-60
- ダグラス DC-6B[10]
- ダグラス DC-9-10
- ダグラス DC-9-30
- ロッキード スーパー・コンステレーション
- マクドネル・ダグラス DC-10-30[41]
- マクドネル・ダグラス MD-80

### カラーリング
VIASAのカラーリングは胴体下部がシルバー、上部が白で尾翼の始点までオレンジとブルーのチートラインが引かれているものであり、そのチートラインの上にオレンジの「VIASA」のロゴがあった。また、尾翼はオレンジ一色でVIASAの文字は白であった。イベリア航空に引き継がれた後は胴体や尾翼を全て白とし、コックピット周辺のチートラインを太くすることでイベリア航空のカラーリングに似せてある。

## 事件・事故
- ビアサ897便墜落事故
- ビアサ742便墜落事故